# Rola-esmeraldina
A Rola-esmeraldina (Turtur chalcospilos) é uma espécie de ave da família Columbidae.
Pode ser encontrada nos seguintes países: Angola, Botswana, Burundi, República do Congo, República Democrática do Congo, Etiópia, Gabão, Quénia, Malawi, Moçambique, Namíbia, Ruanda, Somália, África do Sul, Sudão, Essuatíni, Tanzânia, Uganda, Zâmbia e Zimbabwe.